# Stora Östersvartö
Stora Östersvartö (finska: Iso Mustasaari) är en ö i Finland.   Den ligger i kommunen Helsingfors i den ekonomiska regionen  Helsingfors  och landskapet Nyland, i den södra delen av landet.